# 水茫草
水茫草（学名：Limosella aquatica）为玄参科水茫草属下的一个种。